# Живац покретач ока
Живац покретач ока или окуломоторни живац (лат. nervus oculomotorius) је моторни кранијални нерв, који инервише попречно-пругасту мускулатуру очне дупље (са изузетком горњег косог и спољашњег правог мишића), а садржи и парасимпатичка нервна влакна која инервишу два глатка мишића унутар очне јабучице.
Живац полази од два једра смештена у средњем мозгу: једра окуломоторног живца (лат. nucleus nervi oculomotorii) и помоћног окуломоторног једра (лат. nucleus oculomotorius accessorius). Он излази на предњој страни средњег мозга и простире се косо унапред и упоље кроз задњу и средњу лобањску јаму и након тога улази у очну дупљу кроз горњу орбиталну пукотину.
После уласка у очну дупљу, живац се дели у две гране: горњу (лат. ramus superior) и доњу (лат. ramus inferior). Горња грана оживчава горњи прави мишић и мишић подизач горњег очног капка. Доња грана инервише унутрашњи, доњи прави и доњи коси мишић, а садржи и парасимпатичка влакна која прелазе у тзв. окуломоторни корен. Из њега влакна долазе до цилијарног ганглиона, који је придодат офталмичком живцу, а одатле полазе постганглијска влакна која улазе у састав кратких цилијарних живаца (лат. nn. ciliares breves) и оживчавају цилијарни мишић и мишић сфинктер зенице.